# GP Ouest France-Plouay 1999 (mannen)
De GP Ouest France-Plouay 1999 was de 63ste editie van deze Franse eendaagse wielerkoers en werd verreden op zondag 29 augustus over een afstand van 209 kilometer. 

## Uitslag
| GP Ouest France-Plouay 1999 |                     |                       |          |
| Plaats                      | Naam                | Ploeg                 | Tijd     |
| Winnaar                     | Christophe Mengin   | La Française des Jeux | 4u46'26" |
| 2                           | Markus Zberg        | Rabobank              | + 0' 06" |
| 3                           | Sergei Ivanov       | TVM-Farm Frites       | z.t.     |
| 4                           | Alberto Elli        | Team Deutsche Telekom | z.t.     |
| 5                           | Lauri Aus           | Casino                | z.t.     |
| 6                           | Andrei Tchmil       | Lotto-Mobistar        | z.t.     |
| 7                           | Paolo Bettini       | Mapei-Quick Step      | z.t.     |
| 8                           | Cédric Vasseur      | Crédit Agricole       | z.t.     |
| 9                           | Frank Vandenbroucke | Lotto-Adecco          | z.t.     |
| 10                          | Geert Verheyen      | Lotto-Mobistar        | z.t.     |

Bretagne Classic: 1931 · 1932 · 1933 · 1934 · 1935 · 1936 · 1937 · 1938 · 1939 - 1944 · 1945 · 1946 · 1947 · 1948 · 1949 · 1950 · 1951 · 1952 · 1953 · 1954 · 1955 · 1956 · 1957 · 1958 · 1959 · 1960 · 1961 · 1962 · 1963 · 1964 · 1965 · 1966 · 1967 · 1968 · 1969 · 1970 · 1971 · 1972 · 1973 · 1974 · 1975 · 1976 · 1977 · 1978 · 1979 · 1980 · 1981 · 1982 · 1983 · 1984 · 1985 · 1986 · 1987 · 1988 · 1989 · 1990 · 1991 · 1992 · 1993 · 1994 · 1995 · 1996 · 1997 · 1998 · 1999 · 2000 · 2001 · 2002 · 2003 · 2004 · 2005 · 2006 · 2007 · 2008 · 2009 · 2010 · 2011 · 2012 · 2013 · 2014 · 2015 · 2016 · 2017 · 2018 · 2019 · 2020 · 2021 · 2022 · 2023 · 2024
Classic Lorient Agglomération: 1999 · 2000 · 2001 · 2002 · 2003 · 2004 · 2005 · 2006 · 2007 · 2008 · 2009 · 2010 · 2011 · 2012 · 2013 · 2014 · 2015 · 2016 · 2017 · 2018 · 2019 · 2020 · 2021 · 2022 · 2023 · 2024